# Astute (U-Boot, 1945)
Die HMS Astute (Schiffskennung P447, später S45) war ein U-Boot der Amphion-Klasse. Sie wurde von Vickers in Barrow-in-Furness am 4. April 1944 auf Kiel gelegt, lief am 30. Januar 1945 vom Stapel und erst nach Ende des Zweiten Weltkriegs in Europa am 30. Juni 1945 in Dienst des Royal Navy Submarine Service gestellt.
Im Jahr 1953 nahm sie an der Flottenparade anlässlich der Krönung von Elisabeth II. teil. Am 1. Oktober 1970 wurde sie in Dunston on Tyne zum Verschrotten verkauft.

## Aufbau
Wie alle U-Boote der Amphion-Klasse hatte die Astute eine Verdrängung von 1.360 Tonnen an der Oberfläche und 1.590 Tonnen unter Wasser. Sie hatte eine Gesamtlänge von 89,46 m, eine Breite von 6,81 m und einen Tiefgang von 5,51 m. Angetrieben wurde das U-Boot von zwei Admiralty-ML-Achtzylinder-Dieselmotoren mit einer Leistung von jeweils 2.150 PS (1.600 kW). Es enthielt auch vier Elektromotoren mit einer Leistung von jeweils 625 PS (466 kW), die zwei Wellen antrieben. Es konnte maximal 219 Tonnen Diesel bunkern, nahm aber normalerweise zwischen 159 und 165 Tonnen auf.
Das U-Boot hatte eine maximale Oberflächengeschwindigkeit von 18,5 Knoten (34,3 km/h) und eine Unterwassergeschwindigkeit von 8 Knoten (15 km/h). Getaucht konnte es 90 Seemeilen (170 km) mit 3 Knoten (5,6 km/h) oder 16 Seemeilen (30 km) mit 8 Knoten (15 km/h) fahren. 18 mi). Aufgetaucht war es in der Lage, 15.200 Seemeilen (28.200 km) mit 10 Knoten (19 km/h) oder 10.500 Seemeilen (19.400 km) mit 11 Knoten (20 km/h) zurück zu legen. Die Astute war mit zehn Torpedorohren (21 Zoll, 53,3 cm), einem 10,2-cm-Schiffsgeschütz (QF, 4 Zoll, Mk XXIII), einer 2,0-cm-Maschinenkanone von Oerlikon und einem britischen Vickers-Maschinengewehr (.303) ausgerüstet. Die Torpedorohre waren an Bug und Heck angebracht, an Bord befanden sich zwanzig Torpedos. Die Besatzung bestand aus einundsechzig Mann.

## Einsatzgeschichte
Die Astute traf am 11. April 1950 in Halifax (Nova Scotia) ein und absolvierte eine sechswöchige Ausbildung bei der Royal Canadian Navy, die am 1. Juli endete. Sie verbrachte in den Jahren 1955 bis 1956 21 Monate in Halifax als Teil des kanadischen U-Boot-Geschwaders und verließ Kanada am 10. Dezember 1956 wieder Richtung Großbritannien.
Als Reaktion auf die Kubakrise wurden die Astute und ihr Schwesterschiff Alderney, beide Teil des in Halifax stationierten 6. U-Boot-Geschwaders, auf Patrouille nordöstlich der Neufundlandbank geschickt, um aufzuklären, ob sowjetische U-Boote über den Atlantik nach Kuba geschickt werden sollten und gegebenenfalls Alarm auszulösen.